# Camp Sloggett
Camp Sloggett, ist ein in das National Register of Historic Places eingetragenes Gebäude im Kōkeʻe State Park bei Waimea auf der Insel Kauaʻi des Bundesstaats Hawaii der Vereinigten Staaten. Die Lodge wurde 1921 errichtet. Sie gilt als ein exemplarisches Beispiel der Architektur ländlicher Rückzugsorte der frühen 1920er-Jahre.

## Geschichte
Erbaut wurde das Camp 1921 von Henry Digby Sloggett und seiner Frau Etta Wilcox Sloggett als privater Rückzugsort. Auch andere namhafte Familien, wie die Knudsens und Wilcoxes, hatten in diesem Gebiet Camps und Lodges errichtet. Diese dienten als Basis für Aktivitäten in der Gegend. Die Lodge mit der typischen Veranda, der lānai, diente der Familie als Unterkunft. Gäste wurden in Zelten untergebracht. Aufgrund der langen Verbindung, lsie und Mabel Wilcox, Schwestern von Etta Wilcox Sloggett, gründeten die Young Women’s Christian Association (YWCA) auf Kauai, wurde das Camp 1964 (laut YWCA bereits 1938) an die Organisation übergeben. Ziel der YWCA war es, Kindern aus der Umgebung eine ein- oder zweiwöchige Campingerfahrung zu ermöglichen. Wegen der abgelegenen Lage und der Kosten ist das Camp heute kostenpflichtig und wird von verschiedenen Organisationen genutzt. Am 5. August 1993 wurde das Gebäude in das National Register of Historic Places aufgenommen.

## Beschreibung
Das Camp umfasst eine Fläche von 3607 Hektar im Kōkeʻe State Park am Rande des Waimea Canyons. Die Gebäude wurden auf einer offenen Rasenfläche errichtet, die von Wald umgeben ist. Bei dem 1921 erbauten Hauptgebäude handelt es sich um ein einstöckiges Gebäude aus Brettern und Latten mit einem Walmdach aus Wellblech. Gestrichen ist es in Farbgebung grün und weiß. Die Raumaufteilung besteht aus einem Wohnzimmer, einer Küche, zwei Schlafzimmern und einem Badezimmer. Alle Fensteröffnungen können verschlossen werden. Die überdachte Veranda mit einer x-förmigen Balustrade öffnet sich zum Wald über die gesamte Länge der Lodge. Die weiteren auf dem Gelände befindlichen Gebäude, darunter ein großes Barackengebäude, das Mokihana, wurden von der YWCA gebaut.